# Mitrophorus morio
Mitrophorus morio är en skalbaggsart som beskrevs av Hermann Burmeister 1855. Mitrophorus morio ingår i släktet Mitrophorus och familjen Melolonthidae. Inga underarter finns listade i Catalogue of Life.